# Gubernia woroneska

Mapa guberni

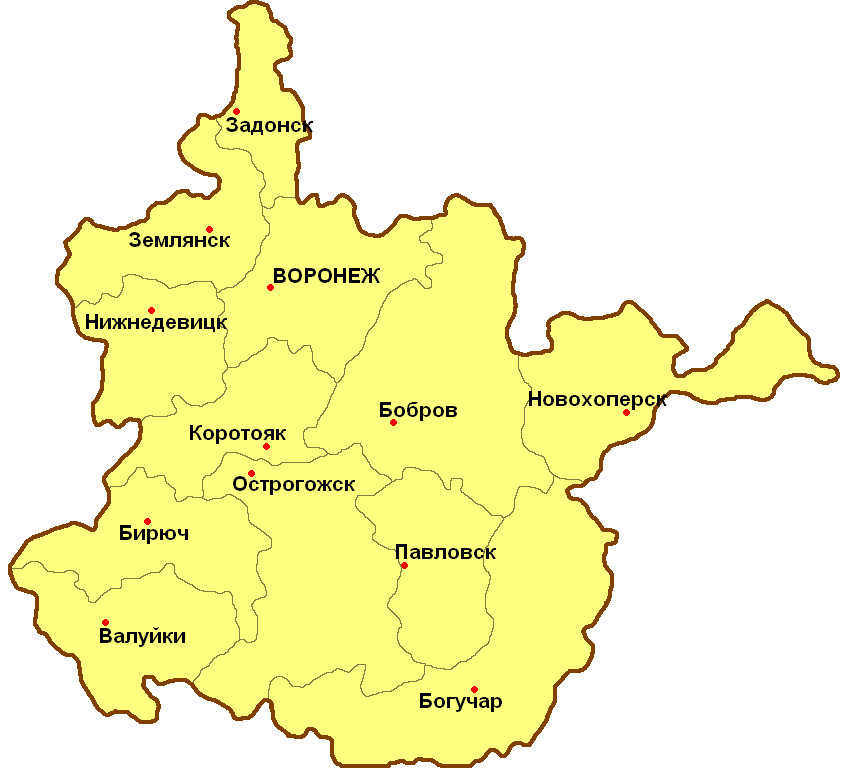
Mapa guberni

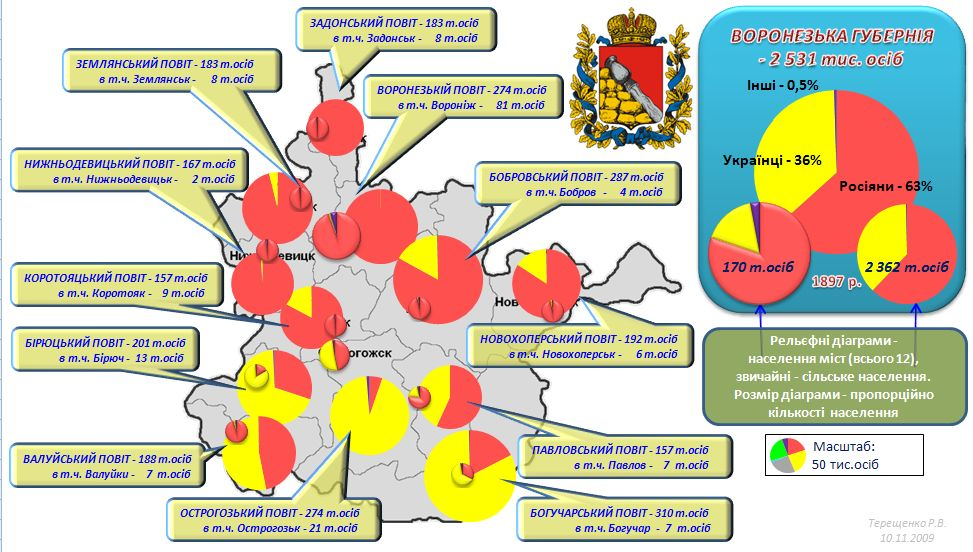
Mapa etnograficzna guberni woroneskiej według spisu 1897

Gubernia woroneska (ros. Воронежская губерния) – gubernia utworzona w 1725, istniała do 1928. Jej stolicą był Woroneż. Położona nad Donem, który dzielił jej terytorium na dwie części. Gubernia mieszana etnicznie, w północnej części zasiedlona przez Rosjan, w południowej (stanowiącej do 1780 część guberni słobodzko-ukraińskiej) przez Ukraińców (Małorusinów) – ponad 40%.
Powierzchnia guberni wynosiła w 1905 – 65 892 km², zaś ludność według spisu powszechnego 1897 – 2 531 253 osób. Gubernia graniczyła od zachodu z gubernią orłowską i kurską, na północnym wschodzie z gubernią tambowską, na wschodzie z gubernią saratowską, na południu z gubernią charkowską, na południowym wschodzie z Obwodem Wojska Dońskiego.

## Ludność w ujezdach według deklarowanego języka ojczystego 1897[2]
| Ujezd                          | Rosjanie | Ukraińcy | inni   |
| ------------------------------ | -------- | -------- | ------ |
| Gubernia łącznie               | 63,3%    | 36,2%    | 0,5%   |
| biriuczeński                   | 29,2%    | 70,2%    | 0,6%   |
| bobrowski                      | 83,2%    | 16,5%    | 0,3%   |
| boguczarski                    | 17,8%    | 81,8%    | 0,4%   |
| wałujski                       | 48,6%    | 51,1%    | 0,3%   |
| woroneski                      | 98,3%    | 0,4%     | 1,3%   |
| zadoński                       | 99,9%    | <0,01%   | 0,1%   |
| ziemlański                     | 96,2%    | 3,7%     | 0,1%   |
| korotojacki (korotojakski)     | 83,8%    | 16,1%    | 0,1%   |
| niżniediewicki                 | 98,9%    | 1,1%     | <0,01% |
| nowochopiorski (nowochoperski) | 84,6%    | 15,2%    | 0,2%   |
| ostrogoski                     | 8,4%     | 90,3%    | 1,3%   |
| pawłowski                      | 57,8%    | 42,0%    | 0,2%   |